# Чаплинский, Владимир Александрович
Владимир Александрович Чаплинский (1935—2004) — советский и российский инженер-кораблестроитель, организатор судостроительного производства, начальник отдела новой техники Севмашпредприятия, Лауреат Государственной премии Российской Федерации (2000), спортсмен (бокс), судья республиканской категории по боксу, тренер и организатор спорта, «Ветеран спорта РСФСР», писатель.

## Биография

### Ранние годы
Владимир Чаплинский родился в г. Харьков 16 августа 1935 года.
Отец, Чаплинский Александр Станиславович, рабочий — сварщик, репрессирован, расстрелян в 1938 году, впоследствии реабилитирован.
Мать, Чаплинская (Чиж) Анна Яковлевна, служащая.
В 1943 году Чаплинского В. А. с мамой и двумя братьями угнали из оккупированного Харькова в Германию в село Грюссфельд, близ г. Гамбурга на принудительные работы в сельском хозяйстве. После окончания войны Анна Яковлевна работала в Советской зоне оккупации. В 1948 г. семья Чаплинских вернулись в г. Харьков. В 1949 г. вместе с мамой В. А. Чаплинский переехал в г. Молотовск. Из-за войны В. А. Чаплинский в школе не учился, несмотря на это, занимаясь самообразованием, он в 1951 году сдал выпускные экзамены за два класса и экстерном окончил школу-семилетку на отлично.
В том же году поступил в Молотовский судостроительный техникум, который успешно окончил 1955 году.
Также с 1951 года В. А. Чаплинский начал активно заниматься боксом и плаванием.
В 1967 году окончил вечернее отделение (Севмашвтуза) — филиала Ленинградского кораблестроительного института по специальности «Судостроение и судоремонт», получив квалификацию «Инженер-кораблестроитель».

### Начало работы на заводе № 402
В 1953—1958 годах — слесарь-судосборщик завода № 402 (с 1957 года — Северное машиностроительное предприятие, в дальнейшем "Производственное объединение «Северное машиностроительное предприятие», АО "ПО «Севмаш»). В 1958 году переведён на работу в отдел новой техники главного технолога, занимая последовательно должности техник и инженер.
После получения высшего образования, в 1969 году В. А. Чаплинский был назначен начальником отдела новой техники и технического перевооружения производства предприятия, и работал на этом посту до ухода на заслуженный отдых в 2001 году.

### Работа в отделе новой техники Севмашпредприятия
В 1950-е годы Севмашпредприятие осваивало строительство атомных подводных лодок (проектов 627, 627А, 645, 658, 675), что требовало колоссальных усилий по подготовке производства, внедрению новой техники и технологий производства.
Идеологами технического перевооружения Севмашпредприятия являлись директора завода: Е. П. Егоров (1952—1972 гг.), Г. Л. Просянкин (1972—1986 гг.), А. И. Макаренко (1986—1988 гг.), Д. Г. Пашаев (1988—2004 гг.), главные инженеры: В. И. Вашанцев, В. И. Дубовиченко, И. М. Савченко, А. И. Макаренко, Д. Г. Пашаев, Ф. Н. Шушарин, В. П. Пастухов, Ю. В. Кондрашов, первый заместитель главного инженера Ю. П. Моногаров, главный строитель А. В. Рынкович, главные технологи С. В. Слесаревич, Ф. М. Шушарин, В. В. Скалабан, О. Г. Максименко, А. Е. Попов, Л. Я. Дьячков и многие другие специалисты.
Много позже, в своей книге «Корабельный инженер Евгений Егоров» В. А. Чаплинский писал, что Евгений Павлович теплыми словами отзывался о членах «команды Егорова», выделяя в том числе И. М. Савченко, С. В. Слесаревича, Ф. Н. Шушарина, А. В. Рынковича, А. И. Макаренко. Он сравнивал этих специалистов с россыпью драгоценных камней, каждый из которых мог бы украсить любую корону, а названные специалисты могли возглавить любой судостроительный завод.
Отдел новой техники и технологического перевооружения производства предприятия, возглавляемый В. А. Чаплинским, занимался организацией внедрения новых перспективных технологий и оборудования, разработкой и реализацией плана технического перевооружения, координацией работы служб завода по внедрению оборудования.
В. А. Чаплинский, работая инженером и начальником отдела новой техники, принимал непосредственное и деятельное участие в создании множества уникальных производственных объектов и технологий.
Одной из первых серьёзных работ В. А. Чаплинского в отделе новой техники стало создание линии раскроя и вырезки деталей корпуса кораблей из листового материала.
Первая газорежущая машина МДФКС (разработчик и изготовитель — ЦНИИ технологии судостроения, г. Ленинград), оснащенная масштабной дистанционной фотокопировальной следящей системой (разработка ЦКБ «Электропривод», г. Москва) для вырезки деталей корпуса корабля работала в корпусообрабатывающем цехе Севмашпредприятия, но выявленные недостатки в работе потребовали существенной доработки конструкции машины с целью её совершенствования.
В 1962 году Севмашпредприятие изготовило пять машин МГФКА (Масштабный газорежущий фотокопировальной автомат, оснащенный фотокопировальной следящей системой, разработанной ЦКБ «Электропривод» г. Москва), обеспечивающих скорость резки листового проката до 1 м/мин. Впервые в судостроительной промышленности СССР, эти машины были встроены в поточную линию изготовления деталей корпусов подводных кораблей.
Машины МГФКА без нареканий работали свыше 35 лет, до 1998 года, когда были заменены более современными образцами.
Строительство первой в истории мирового кораблестроения атомной подводной лодки с корпусом из титановых сплавов проекта 661 потребовало создания и внедрения принципиально новых технологических процессов и проектирования средств технологического оснащения, в числе которых были созданы высокоскоростные фотокопировальные газорежущие машины. По заданию директора завода Е. П. Егорова, главного инженера И. М. Савченко, главного технолога С. В. Слесаревича, под эгидой отдела новой техники ОГТ, в 1966 году была изготовлена и сдана в эксплуатацию первая в СССР высокоскоростная машина термической резки МТР «Север», обеспечившая скорость резки листового металлопроката до 4 м/мин.
В 1967 году МТР «Север», первую в СССР газорежущую машину с числовым программным управлением, демонстрировали на заводе генеральному секретарю ЦК КПСС Л. И. Брежневу и председателю Совета Министров СССР А. Н. Косыгину.
В 1968—1972 годах были изготовлены ещё две машины «Север».
Изготовление машин носило беспрецедентный характер, поскольку судостроительный завод изготовил (как технологическую оснастку) высокоточные приборы (что является несвойственной для судостроительного завода продукцией), обеспечив программу строительства АПЛ. Машины «Север» проработали до начала 1990 года, то есть 24 года.
В 1971 году были изготовлены три машины с фотокопировальным управлением «Двина», работавшие в масштабах: 1:10, 1:5 и 1:2; а также изготовлена и сдана в эксплуатацию МТР «Телекс-Двина».
МТР дорабатывались Севмашпредприятием в содружестве со специалистами ВНИИЭлектропривод (Москва): М. Г. Юньковым, Е. Л. Брагилевским, К. Д. Бадиным, А. М. Федоровым, А. С. Федотовым.
Активную помощь оказывали сотрудники предприятия Аккуратнов А. Б., Иванин В. И., Козлов Б. П., Косолапов В. А., Мирончук А. Д., Сыропоршнев Н.Н. и другие специалисты.
Таким образом, в 1962 г. Севмашпредприятие совершило техническую революцию, перейдя от ручной вырезки деталей корпуса корабля к автоматической вырезке с помощью МТР с фотоэлектрическим управлением, и большая заслуга в этом принадлежит В. А. Чаплинскому. Объём газовой резки на этих машинах при резке проката составил около 85 % от всего объёма газорезательных работ корпусообрабатывающего цеха.
В 1995 году усилиями отдела новой техники была создана и опробована в работе новая отечественная МТР «ИСКРА» с шириной портала 9,5 м.
Велика роль В.А. Чаплинского в модернизации сборочно-сварочного производства (КСП), который состоит из 3 корпусов и 9 пролетов и по настоящее время является гордостью Севмаша.
Всё оборудование КСП было спроектировано конструкторами ОГТ по техническим заданиям технологов, и изготовлено силами предприятия, что позволило довести вес собираемых и свариваемых блок-секций до 600 тонн с последующей передачей их на стапель. Это позволило существенно разгрузить стапельный цех и увеличить его пропускную способность.
Уникальность данной технологии и реализующего её оборудования состоит в том, что допуски на сборку и последующую сварку (в том числе сварку в узкощелевую разделку автоматами с электронной системой управления и автоматической подачей сварочной проволоки, электронным лучом и другими видами сварки) прочных конструкций диаметром более 9 метров  должны быть минимальные. Благодаря этому оборудованию изготовление цилиндрических, конических, тороидальных и сферических конструкций прочного и легкого корпусов корабля, корпусов шахт, контейнеров для изделий стало выполняться с минимальными допусками, что позволило резко снизить объём пригоночных работ, сократить долю ручного труда при строительстве подводных лодок, значительно механизировать сварку в стапельном цехе.
Внедренная технология высокочастотной закалки балок при изготовлении шпангоутов позволила в 6 раз сократить трудозатраты на данной операции.
В корпусно-сборочном цехе впервые в отрасли было установлено, пущено в эксплуатацию и освоено оборудование: токарно-карусельные и расточные станки с программным управлением, которые позволили внедрить механическую обработку стыковочных кромок блок-секций весом до 600 тонн и сферических переборок, разметку, вскрытие и обработку отверстий в прочном корпусе корабля, что также стало технологической революцией в судостроении.
Спроектировано, изготовлено и смонтировано устройство для камеры панорамного гамма-контроля сварных соединений корпусных конструкций, устройство грузоподъемностью 600 тонн для транспортировки конструкции между корпусами и множество других устройств, приспособлений, другой технологической оснастки.
С целью сокращения сроков строительства конструкций корабля, организовано производство крупноблочных блок-секций корабля с высоким уровнем механизации труда (до 75 %). Технологическая трудоемкость при этом была снижена более чем в 2,5 раза, пропускная способности цеха выросла в три раза. Внедренные технологии позволили отнести корпусообрабатывающее производство в разряд цехов тяжелого машиностроения.
Для внедрения этих мероприятий и технологий, еженедельно по четвергам на протяжении нескольких лет В.А. Чаплинский проводил в КСП, совместно с цехами-участниками реализации мероприятий, рабочие совещания по оперативному решению возникающих вопросов.
Из огромного количества внедренных уникальных производственных объектов и технологий, которыми занимался отдел новой техники, следует также отметить следующие:
— внедрение «фаскорезов» с программным управлением;
— гибку профильной стали с одновременным нагревом места погиба токами высокой частоты;
— пуск поточной линии дробометной очистки и пассирования профильного проката;
— освоение уникальных прессов с усилием от 316 до 5000 тн;
— запуск в корпусообрабатывающем производстве четырёх поточных линий на базе газорежущих машин «Сикомат», «Омниат», «Кристал-ТК-3».
Кроме того, В. А. Чаплинский принял активное участие в создании специализированного участка изготовления деталей основного корпуса АПЛ из толстолистового проката.
Всё это требовало огромных усилий коллектива отдела новой техники и его начальника — инженера Чаплинского, который буквально дневал и ночевал на объектах.
Это лишь самые заметные мероприятия, которые реализовывались с участием отдела новой техники на основе разработок, выполненных в конструкторско-технологических подразделениях инженерами и рабочими предприятиями. Работы по внедрению новой техники распространялись на все сферы производственного процесса предприятия: судостроения, машиностроения, нанесения покрытий, вспомогательному производству, по погрузочно-разгрузочным, складским и транспортным участкам, участкам изготовления товаров народного потребления.
За годы 9 пятилетки (1971—1975 годы) внедрено 1200 технических мероприятий.
За 10 пятилетку (1976—1980 годы) внедрено 2549 технических мероприятий по программе НТ (новой техники) и ТПП (технологической подготовки производства), что обеспечило освоение и внедрение новейших технологий с целью сокращения ручного труда, так и сокращения численности работающих. Это привело к условному высвобождению 3874 человек в 9 пятилетке и 5100 человек в 10 пятилетке и позволило довести рост производительности труда за счет фактора новой техники и прогрессивной технологии в размере до 65 % от общего роста производительности.
В. А. Чаплинский постоянно участвовал в цехах на проводимых Генеральным директором совещаниях по ходу реализации мероприятий плана НТ.
Кроме того, Чаплинским В. А., в цехах проводились еженедельные рабочие совещания, что позволило решать возникающие вопросы по расшивке узких мест, в том числе в сфере материального снабжения. Много времени В. А. Чаплинский проводил и в командировках на заводах-поставщиках, в том числе доставая и подбирая необходимые комплектующие изделия из неликвидов, согласовав их применение с разработчиками. Также приходилось практиковать поездки сотрудников отдела на заводы изготовители комплектующих изделий для обеспечения мероприятий НТ.
В планово-диспетчерском отделе по предложениям отдела новой техники изыскивались возможности включить заказы НТ в основную номенклатуру плана цехов. На производственных участках цехов решались с мастерами вопросы изготовления заказов новой техники.
За 1981—2000 годы реализовано более 8260 технических мероприятий, финансируемых из средств предприятия, что существенно снизило себестоимость основной продукции.
Индекс технического уровня, который определяет соответствие действующих на предприятии средств производства, машин и оборудования с 1955 по 1990 годы вырос по различным цехам от 2,2 до 3,91 раза.
С наступлением периода рыночных реформ с 1995 года, внедрение технических мероприятий на предприятии резко сократилось и основные усилия отдела новой техники по программам НТ и технической подготовки производства были направлены в основном на сохранение в работоспособном состоянии основного производства.
Объём финансирования работ по новой технике сократился в 1993 году по сравнению с 1980 годом более чем в 50 раз.
Оптимизировалась численность ИТР на предприятии.
В то же время, под строительство заказов АО «Росшельф», РАО «Газпром», надводного судостроения (буровых платформ, МЛСП «Приразломная», СПБУ «Арктическая», буксиры для иностранных заказчиков, морские понтоны) потребовалось модернизация и реконструкция производства для строительства гражданской морской техники.
Несмотря на крайне тяжелое финансовое состояние предприятия и многомесячные задержки зарплаты, работы по техническому прогрессу производства не приостанавливались, а благодаря решительности и авторитету В. А. Чаплинского потенциал и кадровый состав отдела новой техники был сохранён. В этих условиях отделу новой техники пришлось прикладывать немалые усилия для внедрения крайне необходимой техники и технологий.
Во все периоды времени отдел новой техники формировал план НИР и ОКР объединения, а также обеспечивал контроль и отчетность по выполнению плана, организовал выполнение плана и его материально-техническое обеспечение.
Кроме того, В. А. Чаплинский сам активно участвовал в формулировании задач технического перевооружения предприятий.
Усилия группы специалистов по техническому перевооружению завода были высоко оценены руководством страны. В. А. Чаплинскому в составе группы работников предприятия присуждена Государственная премия в области науки и техники «За разработку и реализацию комплексной программы сохранения потенциала и развития новых мощностей ГУП „ПО Севмаш“ (Указ Президента РФ от 25.07.2000 г., № 1342).
Можно констатировать, что работа коллектива ГУП „ПО Севмаш“ и отдела новой техники во главе с В. А. Чаплинским в области технического прогресса производства была краеугольным камнем в вопросах реализации наиболее современных направлений по техническому и организационному развитию, в решении задач по повышению уровня подготовки и обеспечения объединения высококвалифицированными кадрами специалистов и рабочих.
В. А. Чаплинский инициировал повышение квалификации и способствовал дальнейшему карьерному росту сотрудников отдела новой техники, которые в дальнейшем возглавили отделы и структурные подразделения не только на "Семаше", но и в сторонних организациях: Холодов А.Б., Волков В.В., Емельянов А.М., Скрябин О.А., Городков В.Н., Рябков В.П., Полканов В.А.. Подоляк В.П., Крошнин В.Ф., Шматов В.Л.
Совместно с В. А. Чаплинским значительный вклад в работу по развитию технического потенциала внесли сотрудники отдела новой техники: Соколов В. В., Селезнев В. Г., Сорванов В. М., а также Белозеров Е. Л. Борисов В. В., Гладких Н. К., Зверев Н. А., Карасев В. Ф., Кривошеев в. А., Лепин Б. Н., Ларин Н. М., Мартыненко В. Н., Молодых В. Е., Моисеев М. А., Пашков Д. С., Прохоров Л. Г., Провоторова И. В., Савин В. А., Сивкова Н. М., Хрусталева Н. Н., Соболева И. С., Гребнева Н. Н. и другие.
В 2001 году В. А. Чаплинский вышел на заслуженный отдых.
Скончался 14 июня 2004 года в г. Северодвинске, похоронен на Северодвинском кладбище.

### Творческая деятельность
В. А. Чаплинский наряду с выдающимися инженерными и организаторскими способностями был исключительно творческим человеком. Из-под его пера вышли три книги:
- В. А. Чаплинский — „Корабельный инженер Евгений Егоров“, Северодвинск, 2000;
- В. А. Чаплинский — „Секунданты, за ринг!“, г. Архангельск, 2000;
- В. А. Чаплинский — „Севмаш“. 50 лет по пути технического прогресса», Северодвинск, 2002.

Некоторые статьи в сфере профессиональной деятельности.
- В. А. Чаплинский, Е. Л. Брагилевский — «Газорежущая машина „Север“ с фотоэлектрическим и программным управлением», Технология судостроения № 3, 1969;
- В. А. Чаплинский, Е. Л. Брагилевский, И. М. Матвеев, А. С. Федотов — «Газорежущая машина „Двина“ с фотоэлектрической системой управления», Технология судостроения № 7, 1976;
- В. А. Чаплинский — «Определяющие технического прогресса», книга «Флагман отрасли», 1989;
- В. А. Чаплинский — «Содружество производства с наукой», Технология судостроения № 8, 1990.

### Спортивные достижения
- Участник финала 1-й спартакиады народов СССР по боксу 1956 года, Москва.
- Участник командного первенства СССР по боксу в 1955 и 1958 годах, Москва.
- Чемпион Карело-финской ССР по боксу, 1956 г. Петрозаводск.
- Чемпион ЦС ДСО «Авангард» по боксу, 1955 г., Молотовск.
- Призёр чемпионатов Северо-Западной зоны РСФСР по боксу 1956, 1957, 1958 годов.
- Чемпион Архангельской области по плаванию в 1954 и 1958 годах[9].

### Общественная работа

Удостоверение судьи республиканской категории

Председатель городской федерации бокса г. Северодвинска с 1995 по 2000 гг.
Почетный председатель федерации бокса г. Северодвинска с 2000 по 2004 гг.
Судья Республиканской категории по боксу 1975 г.
Ответственный секретарь Архангельский областной Федерации бокса, 1969—1994 гг.
Генеральный секретарь Архангельской областной Федерации бокса, 2001—2004 гг.
Внештатный корреспондент газеты «Северный рабочий», 1965—2004 гг.

## Награды

Диплом Лауреата Государственной премии РФ

- Государственная премия Российской Федерации 2000 года в области науки и техники, 2000 год.
- Орден Дружбы, 1999 г.
- Медаль «За доблестный труд. В ознаменование 100-летия со дня рождения В. И. Ленина», 1970 г.
- «Бронзовая медаль ВДНХ», Главный комитет ВДНХ СССР, 1970 г.
- Медаль «Ветеран труда» 1986 г.
- Медаль «300 лет Российскому флоту», 1996 г.
- «Большая памятная медаль ВДНХ». Главный комитет ВДНХ СССР. 1989 г.
- Многократный «Победитель Социалистического соревнования», (1974, 1977, 1989 годы), Коллегия Министерства судостроительной промышленности СССР.
- «Ударник одиннадцатой пятилетки», Коллегия Министерства судостроительной промышленности СССР, 1984 г.
- Многократный лауреат конкурса «За технический прогресс». Севмашпредприятие.
- "Почетный ветеран объединения «Северное машиностроительное предприятие», 1990 г.
- «Ветеран спорта РСФСР», 1987 г.

## Память
С 2005 года в г. Северодвинске проводится «Турнир по боксу памяти В. Н. Власова и В. А. Чаплинского».
Кубок имени В. А. Чаплинского вручается победителю во второй полусредней категории, в которой некогда выступал Владимир Александрович.

## Отзывы о личности В. А. Чаплинского
Строгий, при необходимости жесткий. Талантливый спортсмен, человек дела и мастер слова. Технарь, боксер и вдруг книги? Удивляться этому мог только тот, кто не был знаком с отцом.
Многие знали, как он любил Высоцкого и Есенина, что мог почитать на память сотни их стихов. Он собрал дома прекрасную библиотеку, не для интерьера. Он прекрасно разбирался в музыке. Имя Владимира Александровича уже для нескольких поколений боксеров звучит как легенда и мечта о личном достижении. Он жил и работал по правилам честного боя.
А. В. Чаплинский (сын В. А. Чаплинского)

В. А. Чаплинский образцово организовал взаимоотношения производства и науки… Умеет сформулировать задачу и потребовать выполнения.
О. В. Слежановский, заместитель директора ВНИИЭлектропривод, доктор технических наук, Академик академии электротехнических наук России

Коммуникабельный, человек с широким кругозором, технически грамотный, хороший организатор, доброжелательный.
Е. Л. Брагилевский, Директор научно — производственного центра ВНИИЭлектропривод, начальник отдела ООО «Электропром», кандидат технических наук.

"Отличался строгостью, работоспособностью, ответственностью к работе и к решению поставленных задач. Воспитал трёх сыновей"
В.М. Сорванов, руководитель отдела новой техники "ПО Севмаш" в 2001-2017 гг.